# 普吕维涅
普吕维涅（法語：Pluvigner，法語發音：[plyviɲe]）是法国莫尔比昂省的一个市镇，属于洛里昂区。

## 地理
普吕维涅（47°46'33"N, 3°0'37"W）面积82.83 平方千米，位于法国布列塔尼大區莫尔比昂省，该省份为法国西北部沿海省份，位于布列塔尼半岛南部，北起阿摩尔滨海省、西接菲尼斯泰尔省，南濒大西洋，东南接大西洋卢瓦尔省，东临伊勒-维莱讷省。
与普吕维涅接壤的市镇（或旧市镇、城区）包括：卡莫尔、拉沙佩勒讷沃、布朗迪维、普吕梅尔加、布雷克、朗多勒、朗代旺、朗吉迪克、博镇。

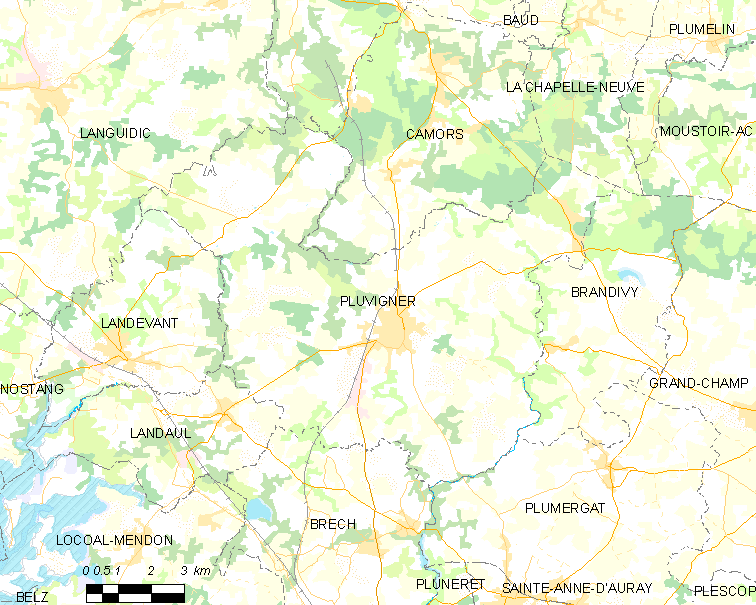
普吕维涅的OSM定位图

普吕维涅的时区为UTC+01:00、UTC+02:00（夏令时）。

## 行政
普吕维涅的邮政编码为56330，INSEE市镇编码为56177。

## 政治
普吕维涅所属的省级选区为普吕维涅县。

## 人口

1962-2008年间普吕维涅人口变化图示

普吕维涅于2022年1月1日时的人口数量为7644人。